# نورسيريك كوديرييف
نورسيك قاديرسيزوفيتش كوديرييف- منصب المدير العام لممثلية شركة «كازموناي غاز»

## السيرة الذاتية
ولد في 14 فبراير 1969 في قرية كرإسبان في إقليم جنوب كازاخستان في أسرة عمل أبويه كموظفين حكوميين، وينتمي إلى قومية الكازاخ. تخرج في مدرسة ثانوية في قرية كرإسبان بمرتبة الشرف.
في 1987- 1989 وبعد تخرجه من المدرسة الثانوية، قام بأداء الخدمة العسكرية في ألمانيا.
في عام 1989، التحق بمعهد الطرقات في مدينة ألما آتا بكلية إدارة النقل. بعد تخرجه، عمل كباحث مبتدئ في كلية صناعة السيارات وقطاع السيارات في نفس الجامعة التي تخرج منها.

## نشأته
في عام 1995، دخل مجال التجارة في منصب المدير التجاري لشركة «كراسبان».
في عام 1997، شغل منصب نائب المدير العام لشركة «ألما أويل».
من 1998 إلى 2000، تحصل على شهادة البكالوريوس في كلية القانون في الجامعة الحكومية بألما آتا.
في عام 1999، شغل منصب نائب المدير العام في شؤون التوريد التابع للشركة الوطنية «كازاخ أويل».
في عام 2000، انضم إلى الخدمة العامة الحكومية في إدارة الرئيس لجمهورية كازاخستان حيث شغل منصب نائب مدير إدارة الرئيس لشؤون الرئاسة في القضايا العامة.
في سنة 2002، انتقل مع عائلته إلى موسكو للعمل في السلك الدبلوماسي، حيث خدم قائما بأعمال سفارة كازاخستان في روسيا الاتحادية.
من عام 2003 إلى اليوم يشغل منصب المدير العام لممثلية شركة كازموناي غاز".
من 2003إلى 2005 درس وتخرج من المدرسة العليا للتجارة والأعمال الدولية في موسكو، حيث تحصل على ماجستير في إدارة الأعمال تخصص «إدارة قطاع النفط والغاز».
في عام 2005 تحصل على درجة الدكتوراه في موضوع «أسس حساب الهياكل المتعلقة ببناء الطرق مع الاخذ في الاعتبار المعايير العليا تحت وطأة اوسائل النقل».
منذ عام 2009، يعتبر عضوا مستقلا في مجلس إدارة شركة التأمين «امانات للتأمين». 
متزوج، وله طفلين.

## الأنشطة الاجتماعية وغيرها
هو الوصي لفريق «موراغير» الذي يلعب في دوري كرة القدم الوطني في نادي دياسبور بمدينة موسكو.
عضو نشط مشهور في «جمعية الثقافة واللغة الكازاخية في روسيا» والتي تنشط في دعم البرامج التعليمية التي تدعم اللغة الكازاخية في الاتحاد الروسي.
يدعم بنشاط أنشطة المركز الثقافي الإسلامي في روسيا.
ويتعاون مع المنظمات العامة والدينية لإقامة حوار بين الثقافات وبين الحضارات

## الروابط
- احتجاج على قرار بناء مسجد في موسكو